# Pierre Marie Arthur Morelet
Pierre Marie Arthur Morelet (* 26 de agosto de 1809, Lays, Doubs - 9 de octubre de 1892, Velars, Dijon) fue un naturalista francés.
Hijo de Morelet, intendente de Dijon. Se casó con Noémie de Folin.
Fue miembro de la Comisión de Argelia, realizando ilustraciones artísticas especialmente sobre su historia natural.
Se interesó particularmente de los moluscos, publicando numerosos trabajos sobre las especies de África.
Con la "Academia de las Ciencias de Francia", en 1846, recibe instrucciones para un viaje a América Central. Una comisión se nombra para tal sujeción, y sus recomendaciones son redirigidas por Isidore Geoffroy Saint-Hilaire (1805-1861) y Achille Valenciennes (1794-1865). Así se constituyen las Instructions générales rédigées par l'administration du Muséum para viajeros-naturalistas. Se recomendaba observar hasta los animales domésticos tanto originarios de América como importados de Europa; son mencionados los nidos de aves, y si es posible, la captura de individuos de la especie. En definitiva, la lista de animales a observar era considerable y cubría todo el mundi viviente.
De los animales reportados por Morelet, se cita el cocodrilo de Morelet (Crocodylus moreletii) que le fue dedicado por Auguste Duméril (1812-1870) y Gabriel Bibron (1806-1848).
- La abreviatura «Morelet» se emplea para indicar a Pierre Marie Arthur Morelet como autoridad en la descripción y clasificación científica de los vegetales.[1]